# Anson Herrick

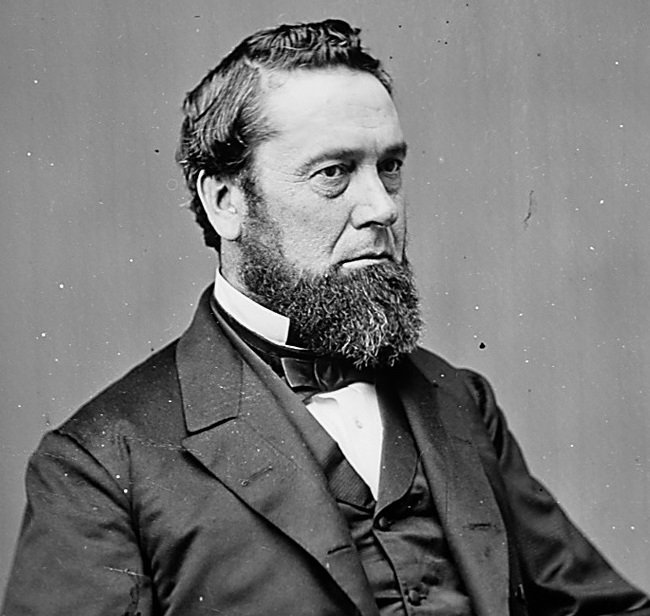
Anson Herrick

Anson Herrick (* 21. Januar 1812 in Lewiston, Massachusetts; † 6. Februar 1868 in New York City) war ein US-amerikanischer Politiker. Zwischen 1863 und 1865 vertrat er den Bundesstaat New York im US-Repräsentantenhaus. Der Kongressabgeordnete Ebenezer Herrick war sein Vater.

## Werdegang
Anson Herrick wurde ungefähr fünf Monate vor dem Ausbruch des Britisch-Amerikanischen Krieges in Lewiston im heutigen Maine geboren und wuchs dort auf. In dieser Zeit besuchte er öffentliche Schulen und erlernte das Handwerk der Buchdruckerkunst. 1833 gründete er die Zeitung Citizen in Wiscasset. Dann zog er 1836 nach New York City. 1838 gründete er den New York Atlas – eine Zeitung, welche er bis zu seinem Tod führte. Zwischen 1854 und 1856 saß er im Board of Aldermen. Dann war er zwischen 1857 und 1861 Naval Storekeeper im Port of New York. Politisch gehörte er der Demokratischen Partei an.
Bei den Kongresswahlen des Jahres 1862 für den 38. Kongress wurde Herrick im neunten Wahlbezirk von New York in das US-Repräsentantenhaus in Washington, D.C. gewählt, wo er am 4. März 1863 die Nachfolge von Edward Haight antrat. Im Jahr 1864 erlitt er bei seiner Wiederwahlkandidatur eine Niederlage und schied nach dem 3. März 1865 aus dem Kongress aus.
Nach seiner Kongresszeit kehrte er zu seiner journalistischen Tätigkeiten zurück. 1866 nahm er als Delegierter an der National Union Convention in Philadelphia teil. Er verstarb am 6. Februar 1868 in New York City und wurde dann auf dem Green-Wood Cemetery in der damals noch eigenständigen Stadt Brooklyn beigesetzt.